# Organización territorial de Ecuador

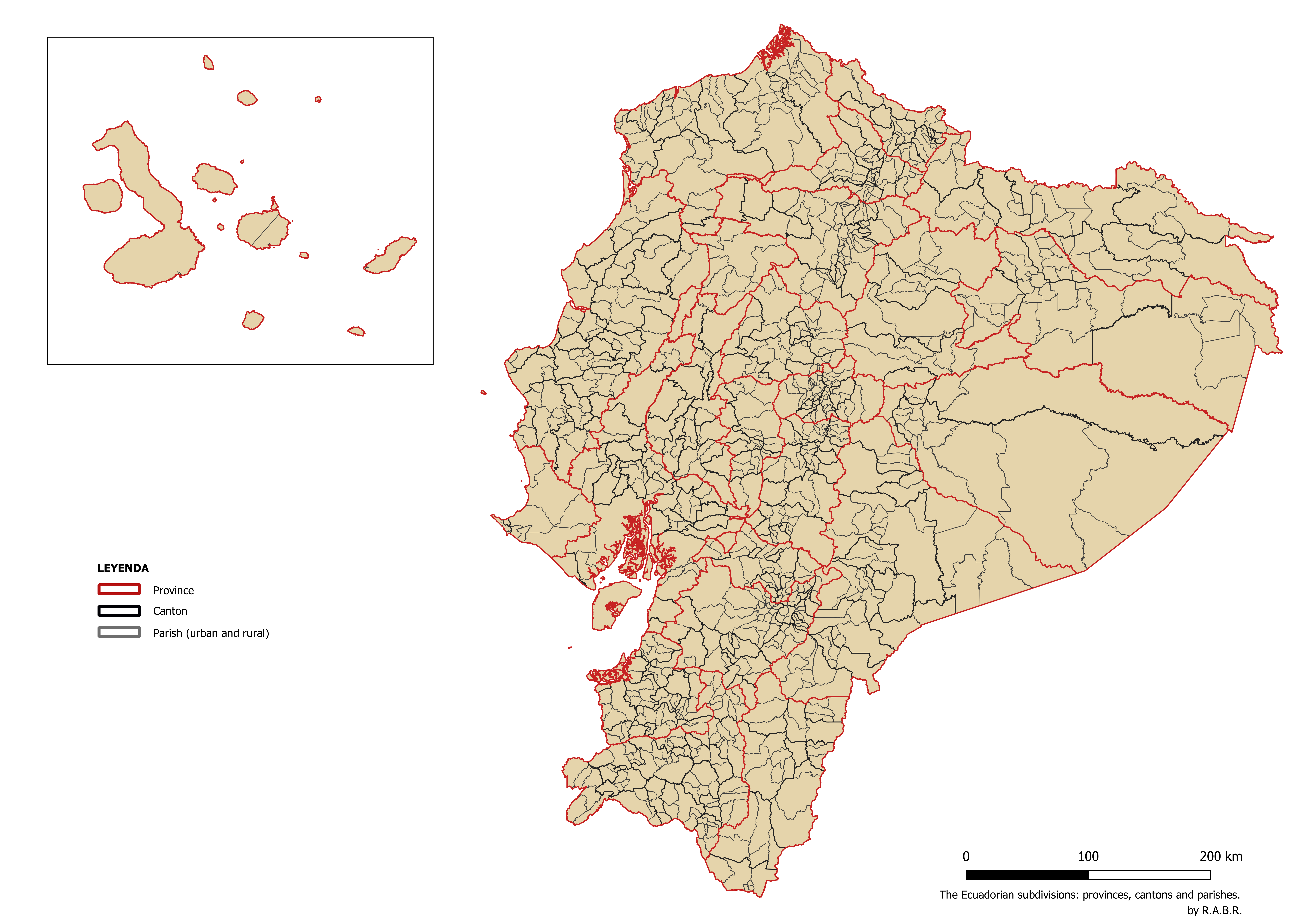
Mapa de los tres niveles de subdivisión territorial del país para 2022, la delimitación en rojo corresponde a las provincias, en negro los cantones y en gris las parroquias (tanto urbanas como rurales).

El Ecuador es una república unitaria y descentralizada según la constitución nacional de 2008. En ella queda expuesta que la división político-administrativa del país comprende de mayor a menor jerarquía, Regiones autónomas7,provincias (24), cantones (222) y parroquias (1.499), que conforman así los diferentes niveles de organización territorial de la República.

## Mar territorial

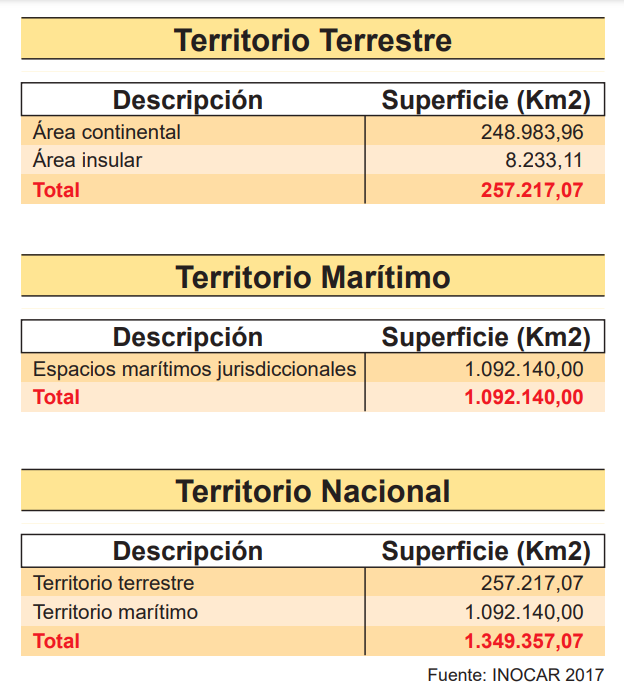
Desglose del territorio total ecuatoriano - INOCAR (2017).

Actualmente el territorio total ecuatoriano tiene un tamaño de 1.349.357,07 km² (el territorio total es la suma del territorio terrestre más el territorio marítimo). Según el desglose de este territorio total proveído por el INOCAR y la Armada del Ecuador el territorio marítimo tiene una extensión de 1.092.140 km² mientras que el territorio terrestre una extensión de 283.561 km2. Ecuador es reconocido por ser uno de los países con mayor mar territorial de Latinoamérica mientras también conocido por tener 4 veces más territorio marítimo que territorio terrestre.
Tras frecuentes problemas de pesca ilegal internacional conformada principalmente de barcos con bandera china a las afueras de la zona económica exclusiva (ZEE) de las islas Galápagos atentando contra la vida de especies marinas protegidas y el peligro de extinción, el gobierno ecuatoriano decide dar una propuesta ante la ONU y la CONVEMAR para extender su mar territorial a tal punto en que se evite y combata este tipo de pesca que tras muchos años es inevitable debido a que estos se ubican en aguas internacionales estratégicas. Según se estima que este proyecto sea establecido y aprobado a mediados de 2026.

## Provincias
La provincia es la división política-administrativa de primer nivel en Ecuador, conformada por la unión de uno o más cantones. Actualmente el país cuenta con 24 provincias. De acuerdo con la Constitución del 2008, las provincias pueden agruparse para conformar regiones administrativas de Ecuador, sin embargo, a la práctica nunca entró en vigencia ninguna de estas regiones, y actualmente solo figuran como una "posibilidad" sin que exista ningún interés por las provincias o autoridades para dicha la agrupación.
Cada una tiene un prefecto elegido por votación popular y un gobierno provincial conformado por todos los alcaldes de la provincia (o un concejal delegado). Estas son las autoridades ejecutivas y legislativas de la provincia; generan y ejecutan políticas públicas así como ordenanzas provinciales en su ámbito territorial.
La división administrativa de Ecuador en provincias tiene su origen en la época de dominio español, ya que en aquel entonces el hoy territorio republicano estaba dividido en las provincias de Quito, Guayaquil, Cuenca, Jaén y Maynas (llamadas gobiernos en esa época). En el periodo de la Gran Colombia esta división sufrió algunos cambios, pues el territorio ecuatoriano quedó dividido en 3 departamentos (Ecuador, Azuay y Guayaquil), cada uno de los cuales estaba subdividido en provincias y estas a su vez en cantones. Tras la disolución de la Gran Colombia en 1830, los departamentos fueron abolidos quedando tan solo las provincias y los cantones.
| Provincia                      | Año de fundación | Capital               | Abreviatura (ISO) |
| ------------------------------ | ---------------- | --------------------- | ----------------- |
| Azuay                          | 1824             | Cuenca                | EC-A              |
| Bolívar                        | 1884             | Guaranda              | EC-B              |
| Cañar                          | 1880             | Azogues               | EC-F              |
| Carchi                         | 1880             | Tulcán                | EC-C              |
| Chimborazo                     | 1824             | Riobamba              | EC-H              |
| Cotopaxi                       | 1851             | Latacunga             | EC-X              |
| El Oro                         | 1884             | Machala               | EC-O              |
| Esmeraldas                     | 1847             | Esmeraldas            | EC-E              |
| Galápagos                      | 1973             | Pto. Baquerizo Moreno | EC-W              |
| Guayas                         | 1820             | Guayaquil             | EC-G              |
| Imbabura                       | 1824             | Ibarra                | EC-I              |
| Loja                           | 1824             | Loja                  | EC-L              |
| Los Ríos                       | 1860             | Babahoyo              | EC-R              |
| Manabí                         | 1824             | Portoviejo            | EC-M              |
| Morona Santiago                | 1953             | Macas                 | EC-S              |
| Napo                           | 1959             | Tena                  | EC-N              |
| Orellana                       | 1998             | Coca                  | EC-D              |
| Pastaza                        | 1959             | Puyo                  | EC-Y              |
| Pichincha                      | 1824             | Quito                 | EC-P              |
| Santa Elena                    | 2007             | Sta. Elena            | EC-SE             |
| Santo Domingo de los Tsáchilas | 2007             | Sto. Domingo          | EC-SD             |
| Sucumbíos                      | 1989             | Nueva Loja            | EC-U              |
| Tungurahua                     | 1860             | Ambato                | EC-T              |
| Zamora Chinchipe               | 1953             | Zamora                | EC-Z              |

## Cantones
El cantón es la división administrativa de segundo nivel en Ecuador. La República del Ecuador comprende un total de 222 de estas entidades subnacionales. Los cantones a su vez están subdivididos en parroquias, las que se clasifican entre urbanas y rurales.

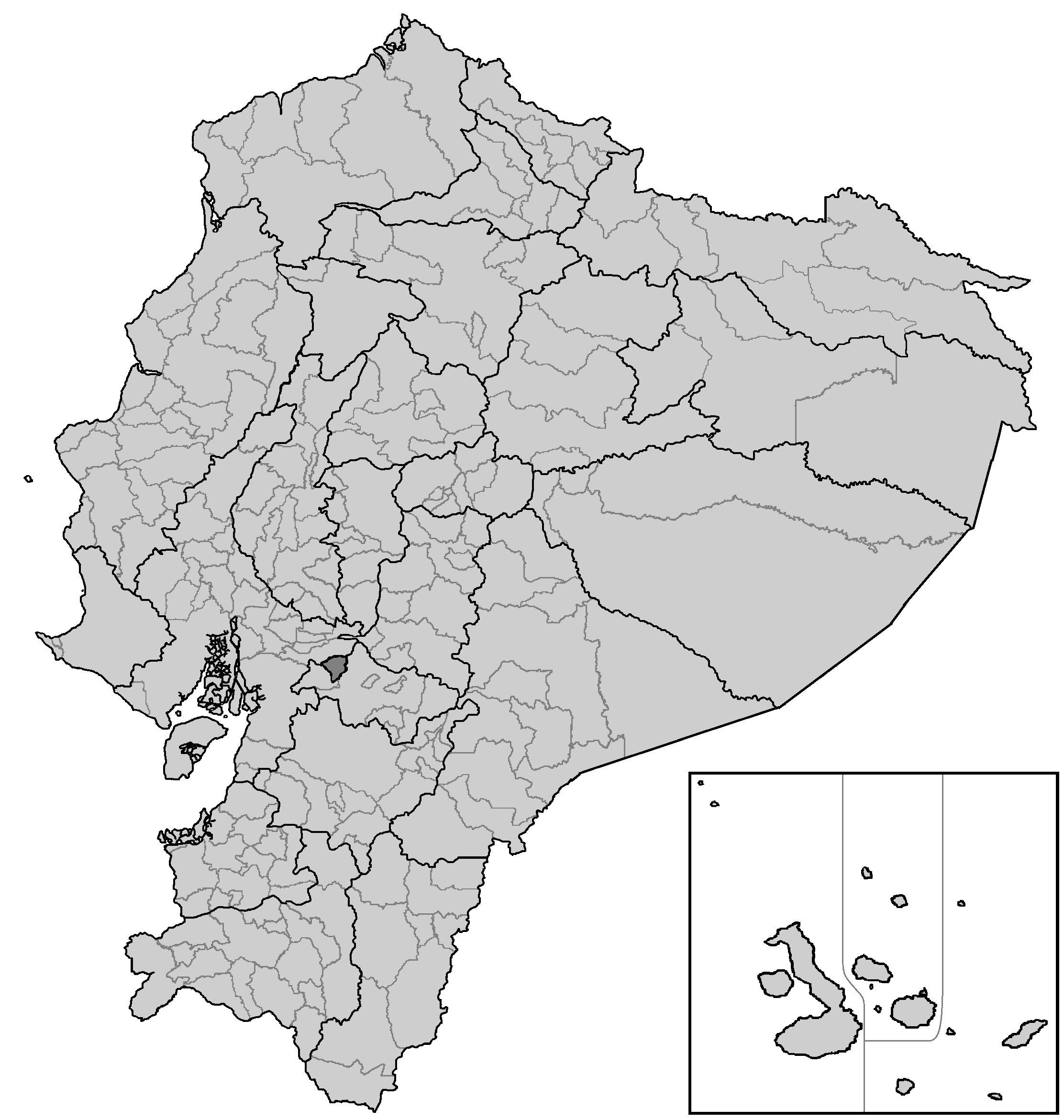
Cantones de Ecuador

Tienen un alcalde y un gobierno municipal, elegido por voto popular.
El origen del cantón como subdivisión provincial puede hallarse en la constitución grancolombiana de 1821, confirmada luego por la Ley de División Territorial de la República de Colombia dictada el 25 de junio de 1824.

## Parroquias
En Ecuador, la parroquia es la división político-territorial de menor rango. El conjunto de estas se organizan bajo la forma jurídico-política de la municipalidad que es la autoridad jurisdiccional del cantón en asuntos administrativos. Existen dos tipos de parroquias: la urbana y la rural. La parroquia urbana es aquella que se encuentra circunscrita dentro de la metrópoli o ciudad. Consta de toda la infraestructura necesaria para ser una ciudad principal. La parroquia rural son aquellas que son apartadas de la ciudad principal o metrópoli. Suelen ser comarcas o conjunto de recintos cuyos pobladores viven de labores agrícolas y del campo.
El poder ejecutivo de la parroquia, está representado por el Gobierno Parroquial y el presidente del mismo, los cuales son elegidos por voto popular por 4 años; el poder legislativo de la parroquia está representado por la asamblea parroquial, cuyos vocales son elegidos por voto popular. Las funciones de las juntas parroquiales urbanas y rurales del cantón, son actuar como auxiliares del Gobierno y administración municipales y como intermediario entre estos y sus representados inmediatos.
La creación, supresión y fusión de las parroquias municipales es competencia del consejo de cada municipio.
En la práctica la división de parroquias como urbanas o rurales es muy ambigua, dado que en muchos casos, las parroquias que circundan a una ciudad y conforman una conurbación se consideran "rurales" por no ser parte de la ciudad, sin embargo, sus características en la trama territorial y las dinámicas poblacionales no corresponden a una población rural, sino suburbana e incluso urbana de periferia.